# Động vật ăn hạt

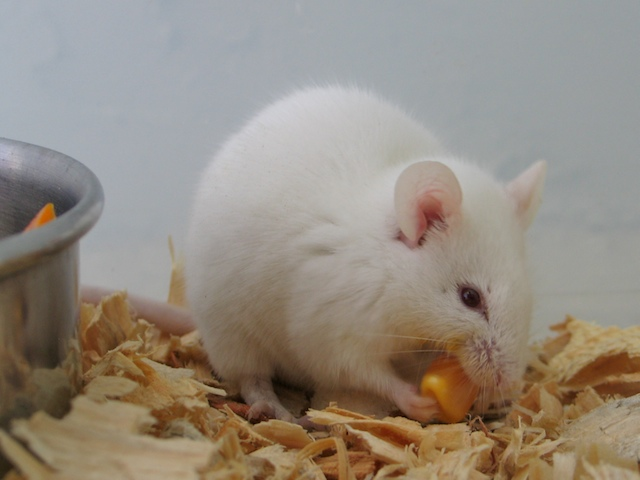
Một con chuột bạch đang ăn hạt ngô

Động vật ăn hạt thường được gọi là granivory là một tập tính ăn của các động vật trong đó chúng có chế độ ăn chỉ toàn là các loại hạt hoặc xem các loại hạt là nguồn thực phẩm chính hoặc gần như là duy nhất. Granivores được tìm thấy trên nhiều họ của động vật có xương sống (đặc biệt là động vật có vú và các loài chim, điểu cầm) cũng như động vật không xương sống (chủ yếu là côn trùng như sâu, mọt) do đó, động vật ăn hạt xảy ra ở hầu như tất cả các hệ sinh thái trên cạn. Các loài ăn hạt được biết đến nhiều như chuột, chuyên ăn các hạt thóc, lúa, ngũ cốc và là kẻ chuyên phá hoại mùa màng, các loại sóc với món ưa thích là hạt dẻ, hạt thông, hạt sồi, các loài gà, vịt, ngan, ngỗng với thức ăn quen thuộc là thóc lúa hoặc các loài mọt gạo.

## Đại cương
Việc ăn hạt thường được chia thành hai loại thời gian khác biệt, trước khi phát tán và ăn sau phát tán, trong đó có thể liên quan đến chiến lược và các yêu cầu khác nhau và có những tác động khác nhau ở cấp độ cá thể và dân số. Để đối trọng với ảnh hưởng của các loài ăn hạt, thực vật đã tiến hóa phòng thủ như hình thái giống (kích thước, hình dạng, độ dẻo dai) và phòng vệ hóa (các hợp chất như tannin và ancaloit) để bảo vệ chống lại kẻ thù của chúng.
Tuy nhiên, cũng có nhiều loài ăn hạt đã chuyển phòng thủ ăn cho kỳ được (ví dụ, các hợp chất hóa chất), do đó, có những kẻ săn mồi hạt giống thích nghi với trồng phòng thủ (ví dụ, khả năng giải độc chất hóa học). Các giống cây trồng là nguồn dinh dưỡng quan trọng nhất cho động vật trên hệ sinh thái. Hạt chứa các cơ quan lưu trữ thực phẩm (ví dụ, nội nhũ) cung cấp chất dinh dưỡng cho phôi phát triển cây (lá mầm). Điều này làm cho hạt giống là một nguồn thực phẩm hấp dẫn đối với động vật bởi vì họ là một nguồn dinh dưỡng tập trung cao độ liên quan đến các bộ phận khác của cây.